# وویادین استانویکوویچ
وویادین استانویکوویچ (مقدونی: Вујадин Станојковиќ؛ زادهٔ ۱۰ سپتامبر ۱۹۶۳) یک بازیکن و مربی فوتبال اهل یوگسلاوی - مقدونیه است.

## باشگاهی
از باشگاه‌هایی که در آن بازی کرده‌است می‌توان به باشگاه فوتبال واردار و باشگاه فوتبال پارتیزان اشاره کرد.

## تیم ملی
وی سابقه ۲۱ بازی در تیم ملی فوتبال یوگسلاوی و ۷ بازی در تیم ملی فوتبال مقدونیه در کارنامه دارد.